# جزیره پرنس ادوارد
پرنس ادوارد آیلند (به انگلیسی: Prince Edward Island) (به فرانسوی: Île-du-Prince-Édouard) یکی از استان‌های کانادا است که متشکل از جزیره‌ای به همین نام و چند جزیرهٔ دیگر است. در نزدیکی نیوبرانزویک و نوا اسکوشیا و کبک است. نسبت به بقیه استان‌های کانادا دارای جمعیت و مساحت کمتری است. پرنس ادوارد دارای چندین نام است: "باغی در خلیج" که اشاره به مزارع سر سبز کشاورزی در کنار آب دارد. "محل تولد کنفدراسیون" که بازگشت به جلسه برگزار شده در شهر شارلوت تاون در سال ۱۸۶۴ دارد و پرنس ادوارد طبق توافق در آن جلسه به کنفدراسیون پیوست و هفتمین استان کانادا شد. اقتصاد آن مزرعه‌داری است که تولید ۲۵٪ سیب زمینی کانادا را بر عهده دارد. پرنس ادوارد محل مهاجران قدیمی کانادا است.↵طبق سرشماری سال ۲۰۱۱، پرنس ادوارد ۱۴۰٫۲۰۴ نفر جمعیت دارد. در ۲۰۰ کیلومتری شمال هالیفاکس (نوا اسکوشیا) و ۶۰۰ کیلومتری شرق کبک سیتی قراردارد. از یک جزیره اصلی و ۲۳۱ جزیره کوچکتر تشکیل شده که روی هم ۵٫۶۸۵ کیلومتر مربع مساحت دارد. که جزیره اصلی ۱۰۴امین جزیره بزرگ دنیا و ۲۳ سومین در کانادا است.
مجموعه داستان آنی شرلی اثر لوسی ماد مونتگومری و مجموعه قصه‌های جزیره و امیلی در نیومون در این جزیره نقل شده است.

## جغرافیا
این استان کوچک‌ترین و کم‌جمعیت‌ترین استان کانادا (با احتساب قلمروها) محسوب می‌شود.

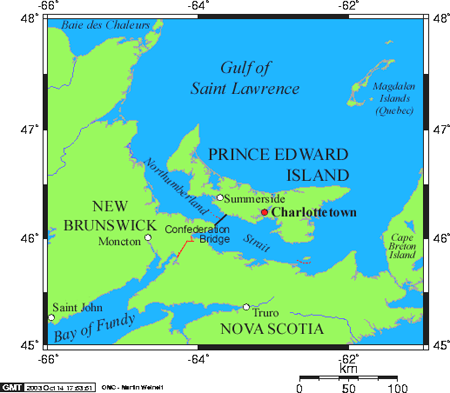

مرکز این استان، شارلوت تاون نام دارد.
۱۰۴مین جزیره بزرگ دنیا و ۲۳مین جزیره بزرگ کاناداست.
بین ۴۶°–۴۷°، ۶۲°–۶۴°۳۰′ قرار داشته
حدود ۵٬۶۸۳٫۹۱ کیلومتر مربع وسعت دارد.
جزیره پرنس ادوارد در خلیج سینت لارنس در ساحل شرقی کانادا، در اقیانوس اطلس واقع شده‌است.
جزیره پرنس ادوارد از سرزمین اصلی کانادا، نیوبرانزویک و نوا اسکوشیا توسط تنگه نورتامبرلند جدا شده‌است؛ و توسط پل ۱۳ کیلومتری «پل کنفدراسیون» به نیوبرانزویک متصل می‌شود.
این جزیره، ۲۲۴ کیلومتر (۱۴۰ مایل) طول داشته و عرض آن بین ۶ تا ۶۴ کیلومتر (۴ تا ۴۰ مایل) می‌باشد.
مساحت کلی جزیره ۵۶۶۰ کیلومتر ۲ (۲٬۱۸۵ مایل مربع) است.
هیچ جایی در استان بیش از ۱۶ کیلومتر (۱۰ مایل) از دریا دور نمی‌باشد.
بالاترین نقطه زمین در جزیره پرنس ادوارد، در ۱۵۲ متری بالاتر از سطح دریا قرار دارد.
جزیره PEI به سه قسمت: پرنس، کوینز و کینگز تقسیم می‌شود.
تقریباً همه خاک‌های جزیره پرنس ادوارد، از ماسه سنگ نرم و قرمز تشکیل شده‌است. سرخی این خاک، به دلیل وجود حجم زیاد اکسید آهن (زنگ آهن) آن می‌باشد.
جزیره پرنس ادوارد، با بیش از ۹۰ ساحل شنی زیبا که بسیاری از آن‌ها دارای تپه‌ها شنی می‌باشند احاطه شده‌است.
هیچ دریاچه یا رودخانه مهمی در جزیره پرنس ادوارد وجود نداشته و فقط حوضچه‌ها، جویبارها، و رودها وجود دارند.
جزیره پرنس ادوارد در منطقه زمانی اقیانوس اطلس (AST) واقع شده‌است. برای استفاده بهینه از روشنایی روز، تغییر ساعت فصلی در اینجا ملاحظه می‌شود به این صورت که در پاییز، ساعت‌ها یک ساعت به عقب برده می‌شوند و در فصل بهار، یک ساعت به جلو آورده می‌شوند.

## جمعیت
در سال ۲۰۲۲ تعداد جمعیت استان ۱۵۴،۳۳۱ نفر تخمین زده شده‌است.

## نامگذاری
نام این جزیره از پرنس ادوارد (۱۷۶۷–۱۸۲۰)، فرزند چهارم جرج سوم بریتانیا و پدر ملکه ویکتوریا گرفته شده‌است.

## تاریخ
جزیره پرنس ادوارد در خلیج سنت لارنس در سواحل شرق کانادا واقع شده‌است. این استان کانادا توسط ژاک کارتیه در سال ۱۵۳۴ کشف شد.
اقوام میکماک (Mi'kmaq)، ساکنان اولیه یا افراد بومی جزیره محسوب می‌شوند. این افراد، جزیره را «اپک ویتک» (Epekwitk) می‌نامیدند که به معنی «گهواره خاکی بر روی امواج» می‌باشد. بعد از آن اروپایی‌ها تلفظ آن را به «ابگ ویت» Abegweit تغییر دادند.
این جزیره ابتدا مستعمره فرانسه بود. آن‌ها آن را «ایل سینت جان» می‌نامیدند. در اواسط سده ۱۷۰۰، بریتانیا، فرانسه را از این جزیره بیرون راند و آن را به «جزیره سینت جان» تغییر نام داد. در سال ۱۷۹۹، این جزیره به افتخار پدر ملکه ویکتوریا (ادوارد)، به نام «جزیره پرنس ادوارد» تغییر نام داده شد.
یکی از مهم‌ترین رویدادهای تاریخی کانادا، کنفرانس شارلوت تاون بوده که در سال ۱۸۶۴ در جزیره پرنس ادوارد برگزار گردید. در این کنفرانس، رهبران آمریکای شمالی و بریتانیا برای بحث در مورد تشکیل اتحادیه یا «کنفدراسیون» کانادا گرد هم آمدند؛ و از این رو جزیره پرنس ادوارد به عنوان «زادگاه کنفدراسیون» نامیده می‌شود. در سال ۱۸۶۷ کانادا یک کشور شد. اگرچه کنفدراسیون در اینجا به وجود آمد ولی جزیره PEI تا سال ۱۸۷۳ به این کنفدراسیون ملحق نشده بود و پس از آن به عنوان هفتمین استان به کانادا ملحق گردید.

## آب و هوا
این استان دارای چهار فصل است: فصل بهار، تابستان، زمستان، و پائیز. بهار معمولاً دیرتر فرا می‌رسد و کاملاً سرد است. تابستان‌ها معمولاً دلپذیر بوده و نه خیلی گرم و نه خیلی سرد می‌باشد. اگر چه آب اقیانوس‌ها نسبتاً سرد است و سطح دمای آن به ندرت از ۲۰ درجه بالاتر می‌رود ولی جزیره نشینان و گردشگران در ماه تابستان، از رفتن به ساحل و شنا کردن در اقیانوس لذت می‌برند.
زمستان‌ها معمولاً طولانی و سرد بوده و از ماه نوامبر تا آوریل، برف زیادی وجود دارد. گاهی مواقع طوفان‌های زمستانی باعث تعطیلی مدارس و کارها می‌شود. این جزیره از مناطق بادخیز بشمار می‌رود. وجود باد باعث می‌شود که دمای هوا در جزیره سردتر به نظر برسد، اما در طول تابستان و به علت وجود گرما، این باد باعث کاهش گرما می‌شود.
محدوده دمای هوا در بهار از ۸ تا ۲۲ درجه سانتی گراد (۴۶ تا ۷۱ درجه فارنهایت) می‌باشد.
درجه حرارت در طول روزهای فصل تابستان، در محدوده ۲۰ تا ۳۴ درجه سانتی گراد (۶۸ تا ۹۳ درجه فارنهایت) می‌باشد.
محدوده دمای هوا در پاییز از ۸ تا ۲۲ درجه سانتی گراد (۴۶ تا ۷۲ درجه فارنهایت) می‌باشد.
درجه حرارت در فصل زمستان بین ۳- تا ۱۱- درجه سانتی گراد (۱۲ تا ۲۷ درجه فارنهایت) است.
بارندگی در جزیره به‌طور متوسط برابر با ۸۶۸ میلی‌متر در سال است و بارش برف سالانه نیز به‌طور متوسط برابر با ۳۴۰ سانتی‌متر (۱۳۴ اینچ) می‌باشد.

## اقتصاد
صنایع عمده در استان کشاورزی، گردشگری، ماهیگیری، و تولیدات صنعتی می‌باشد.
سیب زمینی نشان دهنده بزرگترین کالاهای کشاورزی این استان به صورت وجوه دریافتی نقدی از مزرعه می‌باشد. حدود ۱۵۰۰ مزرعه در جزیره پرنس ادوارد وجود دارد. سایر محصولات زراعتی پرورشی در جزیره پرنس ادوارد عبارتند از: سیب، توت فرنگی، زغال اخته، هویج، پیاز، گوجه فرنگی، حبوبات، و غیره. گوشت خوک، گوشت گاو و فراورده‌های لبنی حیوانات قسمت اصلی دامداری می‌باشد.
صنعت گردشگری (به ویژه در طول تابستان) یکی از منابع مهم درآمدی جزیره محسوب می‌شود. جذابیت مناظر طبیعی، زمین‌های گلف، و آن اوف گرین گیبلز در این جزیره تعداد زیادی از گردشگران را به خود جذب می‌کند.
صنعت ماهیگیری، یکی دیگر از موارد عمده اقتصادی است. خرچنگ‌ها، صدف‌ها، خزه‌های ایرلندی، ماهی‌های تن و صدف‌های خوراکی جزیره در سراسر کانادا و جهان معروف می‌باشند.
بخش تولید است که عمدتاً در فرآوری مواد غذایی می‌باشد. فناوری بالا نیز مهم است، به خصوص در زمینه‌های فضا، فناوری اطلاعات، علوم زیستی و انرژی‌های تجدید پذیر.

## نگارخانه

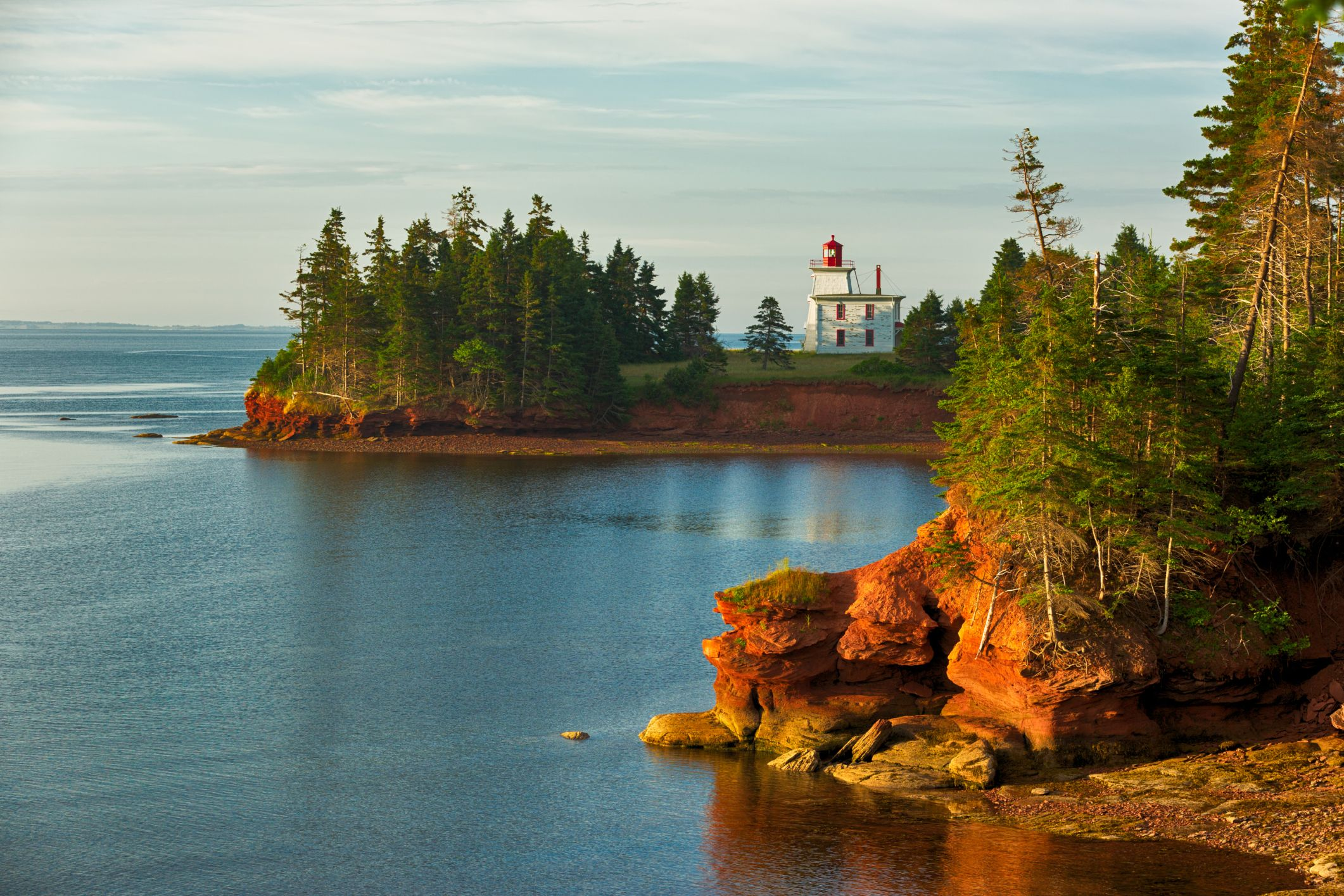
PEI coast apload by Hashem

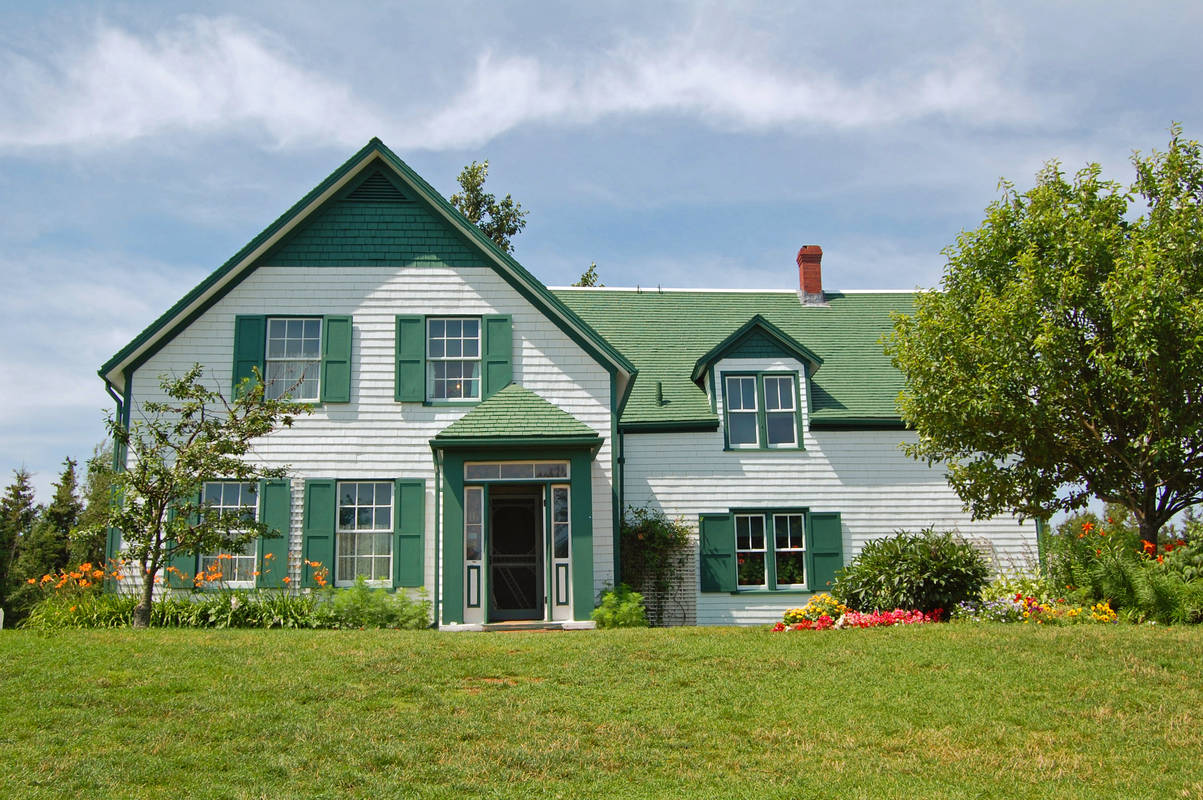
Green gables in PEI apload by Hashem